# مارکو روزنزویگ
مارکو روزنزویگ (انگلیسی: Marco Rosenzweig؛ زادهٔ ۱۵ ژانویهٔ ۱۹۹۶) بازیکن فوتبال اهل آلمان است.